# 岩崎加根子
岩崎 加根子（いわさき かねこ、1932年10月25日 - 本名：村田 加根子）は、日本の女優。北海道函館市生まれ。大田区久が原にあった立華女子高等学校卒業。

## 人物・略歴
幼少期に東京へ移る（父親は熊本県、母親は近畿出身である）。
1949年、劇団俳優座養成所の第1期生となり、1952年の卒業と同時に入団。現在は劇団俳優座代表を務める。
主な活動の場は舞台で、1970年代には市原悦子と安部公房が主宰する演劇集団安部公房スタジオに所属していた。
『反逆児』では中村錦之助からのお墨付きで相手役に抜擢されたという。
『太陽への脱出』では石原裕次郎の相手役を、『座頭市地獄旅』では勝新太郎の相手役を演じた。

## 出演

### 映画
＊太字の題名はキネマ旬報ベストテンにランクインした作品
- 恋文裁判（1951年） - 植松美奈子 役
- わかれ雲（1951年） - 山下茂子 役
- 浅草四人姉妹（1952年） - 美佐子
- ひめゆりの塔（1953年） - 花城露子 役
- 悲劇の将軍 山下泰文（1953年） - 比島の少女（証人）
- 勲章（1954年）- 久美子
- 夏目漱石の三四郎（1955年） - 野々宮よし子
- 警察日記（1955年） - 二田アヤ 役
- 雨情（1957年） - 石川啄木の妻節子
- ひかげの娘（1957年） - 幸子
- 裸の太陽（1958年）- 河合富子 役
- 赤い陣羽織（1958年）
- 父と娘（1959年） - 菊村定子
- 人間の條件 第三・四部（1959年） - 徳永看護婦 役
- 痴人の愛（1960年） - 杉本医院の看護婦山田千恵子 役
- 離愁（1960年）- 上田夫人
- 偽大学生（1960年） - 国縞子
- 血は渇いてる（1960年） - 幾代
- 特ダネ三十時間 笑う誘拐魔（1960年） - 井沢雪子
- もず（1961年）- アヤ子
- 反逆児（1961年） - 徳姫 役
- 皮ジャン・ブルース（1961年） - 美奈子
- 静かなるならず者（1961年） - 柴田克美
- 追跡（1961年） - 望月昌子
- うるさい妹たち（1961年） - 姉・里子
- 酔っぱらい天国（1962年）- 長谷川みき
- 江梨子（1962年） - 野寺とし子
- 花と竜（1962年） - お京 役
- あの橋の畔で 第二部（1962年）- 麻実
- 警視庁物語 十九号埋立地（1962年） - 森中初子
- 山麓（1962年） - 片桐加奈子
- 続愛染かつら（1962年）- 中田未知子
- 白と黒（1963年） - 大井房子 役
- 太陽への脱出（1963年） - 楊愛蓮
- 警視庁物語 全国縦断捜査（1963年） - 中北芳江 役
- 二人で胸を張れ（1963年） - 伊関はつえ
- 夜霧のブルース（1963年） - はまえ（貝塚の妹 バー・はまえのマダム）
- 鬼検事（1963年） - 河野梨枝 役
- 五番町夕霧楼（1963年） - 敬子 役
- 関の弥太ッぺ（1963年） - お由良 役
- 陸軍残虐物語（1963年） - 犬丸ウメ 役
- 宮本武蔵 一乗寺の決斗（1964年） - 吉野太夫 役
- 二十一歳の父（1964年） - 酒匂増子 役
- 間諜中野学校 国籍のない男たち（1964年） - 宋蘭花
- 香華（1964年）- 安子
- 孤独の賭け（1965年） - 森信子 役
- 雪国（1965年）- 島村の妻 役
- 座頭市地獄旅（1965年） - お種 役
- 赤い谷間の決斗（1965年） - 東京軒マダム・銀子
- 五匹の紳士（1966年）- とよ子
- 女は復讐する（1966年） - 志津
- 酔いどれ波止場（1966年） - お吉
- 大奥(秘)物語（1967年） - 飛鳥井 役
- 兵隊やくざ 殴り込み（1967年） - さつき
- ひとり狼（1968年） - お沢
- 新網走番外地 流人岬の血斗（1969年） - 森川ふさ子
- 大幹部 殴り込み（1969年） - 石岡洋子 役
- 影の車（1970年） - 浜島の母 役
- 煉獄エロイカ（1970年） - 温子
- 甘い秘密（1971年）- 三谷記者
- 忍ぶ川（1972年）- 香代
- しなの川（1973年）- 高野綾子 役
- 塩狩峠（1973年） - 永野菊 役
- サンダカン八番娼館 望郷（1974年） - サト（サキの母） 役
- 男はつらいよ 寅次郎相合い傘（1975年） - 信子
- 二つのハーモニカ（1976年）
- おとうと（1976年） - 碧郎の母 役
- 世界名作童話　白鳥の王子（1977年）
- お吟さま（1978年） - 千宗恩 役
- ホワイト・ラブ（1979年） - 上村律子 役
- 父よ母よ!（1980年） - 淳一の母 役
- 遙かなる走路（1980年） - たみ
- 日本フィルハーモニー物語 炎の第五楽章（1981年） - 仲本妙子 役
- 日本の熱い日々 謀殺・下山事件（1981年）
- 湯殿山麓呪い村（1984年）- 淡路謡子 役
- 早春物語（1985年）
- 潮騒（1985年） - 灯台長の妻
- ボクの女に手を出すな（1986年） - 水谷キヨ 役
- ウォータームーン（1989年） - 古清水淑江 役
- 私を抱いてそしてキスして（1992年）
- 超能力者 未知への旅人（1994年） - タカツカの母 役
- きけ、わだつみの声 Last Friends（1995年） - 勝村保江 役
- 絵の中のぼくの村（1996年）
- 失楽園（1997年） - 三浦節子（凛子の母） 役
- 時雨の記（1998年） - 小早川奈津 役
- チンパオ 陳宝的故事（1999年）
- 日本の黒い夏─冤罪（2001年） - 古屋教授 役
- 終わった人（2018年） - 田代ミネ 役
- 波乗りオフィスへようこそ（2019年） - 坂東澄 役

### テレビドラマ
- マンモスタワー（1958年、KR）※映像が現存し、『テレビ放映30周年記念番組（NHK 1983年）』やTBSチャンネルで再放送された。
- 芥川龍之介シリーズ 第4回「秋」（1959年、日本テレビ）
- 黒い炎（1959年、KR）サンヨーテレビ劇場
- 暖流（1960年、CX）
- 松本清張シリーズ・黒い断層 第19回 - 第24回「蒼い描点」（1960年、KR）
- 大河ドラマ（NHK）
  - 花の生涯（1963年）
  - 春の坂道（1971年） - お江与 役
  - 花神（1977年） - お道 役
  - 草燃える（1979年）- 平時子役
  - 新選組!（2004年） - なつ 役
- 虹の設計（1964年、NHK）
- ザ・ガードマン 第45話「女は見ていた」（1966年、TBS・大映テレビ室）
- 女と刀 （1967年、TBS系列の木下恵介アワー第一作）
- 俺は用心棒 第2話「剣には小判を」（1967年、NET）
- 徳川の夫人たち （1967年、NET） - 藤尾 役
- 眠狂四郎 第26話「狂四郎無惨」（1967年、CX）
- ナショナル劇場・パナソニック ドラマシアター（TBS）
  - 水戸黄門（C.A.L）
    - 第1部 第28話「隠密無情 -磐城-」（1970年2月9日） - 志乃 役
    - 第31部 - 第37部（2002年 - 2007年） - 八重 役
    - 第39部 - 第40部（2008年 - 2009年） - 桂昌院 役

  - 大岡越前第3部 第6話「狐火の五千両」（1972年7月17日、C.A.L） - お栄 役
- 赤ひげ 第20話「風光る」（1973年、NHK） - 良乃 役
- 土曜日の女シリーズ / 闇に浮かぶ微笑み（1973年、NTV）
- 真夜中のあいさつ（1974年、TBS）
- 大江戸捜査網 第3シリーズ 第10話「目撃者を消せ!」（1974年、テレビ東京） - お菊 役
- 連続テレビ小説「水色の時」（1975年、NHK） - 隅谷牧子 役
- 大都会 闘いの日々 第25話「アバンチュール」（1976年、日本テレビ） - 滝川竜太の妻 役
- 横溝正史シリーズ　悪魔が来りて笛を吹く（1977年、毎日放送）
- 俺たちの祭（1977年、日本テレビ）
- 太陽にほえろ! 第285話「母の香り」（1978年、日本テレビ） - 加賀ちづ 役
- 横溝正史シリーズII　不死蝶（1978年、毎日放送）
- 球形の荒野（1978年、フジテレビ） - 芦村節子 役
- 新・座頭市 第25話「虹の旅」（1979年、フジテレビ）
- 不毛地帯（1979年、MBS） - 浜田京子 役
- 土曜ドラマ（NHK）
  - 離婚（1980年） - 則子
- 長七郎天下ご免! 第27話「骨までしゃぶったお殿様」（1980年、ANB / 東映）- 浦乃
- 土曜ワイド劇場（ANB）
  - 怪奇!金色の眼の少女（1980年）
  - 女医の死亡診断書（1985年）
  - 悪女の季節（1990年）
  - 密会の宿7（1992年）
  - 京都殺人案内29（2006年、ABC） - 藤沢初江 役
- 愛の劇場「夫婦」（1982年、国際放映 / TBS） - 高村伸枝 役（主演）
- ポーラテレビ小説「女・かけこみ寺」（1982年、TBS） - 松坂屋とせ 役
- ザ・サスペンス「モモ子シリーズ1 十二年間の嘘」（1990年、TBS）
- 海にかける虹〜山本五十六と日本海軍（1983年） - 朗読（与謝野晶子）
- 別れていい友（1983年、CX）
- 火曜サスペンス劇場（日本テレビ）
  - 秘密の風景（1984年）
  - 息子よ!女囚逃亡の果て（1987年）
  - 街の医者・神山治郎7 「歪んだ看護」（2004年7月13日） - 斎藤志津 役
  - 検事・霞夕子24 「隣の関係」（2004年12月7日） - 渡山和江 役
- 月曜ワイド劇場「金属バット殺人事件」（1985年、ANB）
- 女ともだち（1986年、TBS） - 杉田君子 役
- 木曜ゴールデンドラマ「初婚・再婚・二人三脚」（1986年、YTV）
- 三どしま（1987年、TBS）
- 長七郎江戸日記 第1シリーズ 第28話「無情!江戸に散る花ゆき暮れて母悲し」（1980年、日本テレビ / ユニオン映画）- 小西さと
- 月曜ドラマスペシャル（TBS）
  - 女・交通刑務所(1)（1990年）
  - 冤罪II（2000年） - 若杉妙子 役
- オトコの居場所（1994年、TBS）
- おーい!ムコどの（1996年、TBS）
- 向田邦子新春シリーズ 終わりのない童話（1998年、TBS）
- トキオ 父への伝言（2004年、NHK） - 麻岡たつ 役
- 横山秀夫サスペンス　真相（2005年、TBS） - 篠田淑子 役
- 月曜ゴールデン「市原悦子サスペンス 楽園のライオン」（2007年5月、TBS） - ダリア（厚木雅子） 役
- 四つの嘘（2008年、テレビ朝日）
- 刑事一代 平塚八兵衛の昭和事件史 後編（2010年6月21日、テレビ朝日） - 小原トク 役
- てのひらのメモ（2010年10月、NHK） - 種本薫 役
- 短編ドラマシリーズ あなたに似た誰か 第1話「カハタレバナ」（2013年8月13日、NHK BSプレミアム）
- 水曜ミステリー9「森村誠一サスペンス 刑事の証明7」（2014年4月、テレビ東京） - 植村サト 役
- 月曜名作劇場 森村誠一サスペンス 魔性の群像 刑事・森崎慎平4（2017年3月13日、TBS） - 笹岡妙子 役
- チート〜詐欺師の皆さん、ご注意ください〜 第9話・最終話（2019年11月28日・12月5日、読売テレビ・日本テレビ系） - 偽の地主 役
- わが家は楽し（2025年3月13日、TBS） - 平山富子 役[4]

### ビデオ映画
- 狙撃2 THE SHOOTIST（1990年、TBS / 東映Vシネマ）

### 劇場アニメ
- 世界名作童話 白鳥の王子（1977年） - グレタ 役

### 吹き替え
- ER Ⅳ 緊急救命室 - ルース・グリーン〈ボニー・バートレット〉 役
- 怪奇な恋の物語 - フラビア〈ヴァネッサ・レッドグレイヴ〉 役
- 刑事コロンボ「ルーサン警部の犯罪」 - クレア・デイリー 役
- 荒野のあした　- <ジョアンナ・ペティット>
- 原潜ポラリスS.O.S - (マダム・シン/ベティ・デイヴィス)
- 白い犬とワルツを - コーラ・サミュエル 役

### ラジオ
- しあわせ見つけた（1973年4月 - 1985年3月、TBSラジオ）